# Kaseanove, Romnî
Kaseanove (în ucraineană Касянове) este un sat în comuna Hmeliv din raionul Romnî, regiunea Sumî, Ucraina.

## Demografie
Componența lingvistică a localității Kaseanove
     Ucraineană (100%)
Conform recensământului din 2001, toată populația localității Kaseanove era vorbitoare de ucraineană (100%).